# Костин, Клим Сергеевич
Клим Сергеевич Костин (род. 5 мая 1999, Пенза) — российский хоккеист, нападающий клуба «Сан-Хосе Шаркс». Обладатель Кубка Гагарина 2021 в составе «Авангарда».

## Игровая карьера

### Клубная карьера
Начал в детской спортивной школе пензенского клуба «Дизель». В 2011 году перешёл в школу «Динамо», выступал с 2015 года за аффилированные с ним клубы в Молодёжной и Высшей хоккейной лиге. Свой первый матч в Континентальной хоккейной лиге Костин сыграл 15 сентября 2016 года против клуба «Сочи», отыграв в матче 2 минуты 56 секунд.
На драфте НХЛ 2017 года рассматривался в числе лидеров международного рейтинга благодаря сочетанию скоростных качеств и физических габаритов. Однако в середине декабря он получил травму плеча, выбившую его из строя на полгода, что существенно снизило его шансы быть задрафтованным на высоких позициях. В итоге на драфте был выбран в конце 1-го раунда под общим 31-м номером клубом «Сент-Луис Блюз». Тем не менее Костин был выбран выше всех других российских хоккеистов.
Сезоны 2017/18 и 2018/19 полностью провёл в составе фарм-клуба «Сент-Луиса» «Сан-Антонио Рэмпэйдж» из Американской хоккейной лиги.
Дебютировал в НХЛ 16 ноября 2019 года в матче против «Анахайм Дакс». На льду провёл 11 минут 45 секунд, нанёс два броска и совершил четыре силовых приёма. 23 ноября в матче против «Нэшвилл Предаторз» забросил свою первую шайбу в НХЛ. 25 ноября руководство «Сент-Луиса» отправило игрока обратно в фарм-клуб.
9 октября 2022 года был обменян в «Эдмонтон Ойлерз» на российского защитника Дмитрия Саморукова. В регулярном сезоне 2022/23 сыграл за «Ойлерз» 57 матчей и набрал 21 очко (11+10) при показателе полезности +12. 19 апреля 2023 года Костин набрал своё первое в карьере очко в плей-офф НХЛ, забросив победную шайбу в домашней игре против «Лос-Анджелеса» (4:2). Костин был признан первой звездой матча.
1 июля 2023 года в качестве свободного агента подписал контракт с «Детройт Ред Уингз». Сыграл за «Детройт» в сезоне 20023/24 33 матча и набрал 4 очка (3+1).
8 марта 2024 года был обменян в «Сан-Хосе Шаркс» на чешского защитника Радима Шимека и выбор в 7-м раунде драфта 2024 года. В «Шаркс» стал играть более важную роль в команде и набрал 10 очков (5+5) в 19 матчах сезона 2023/24.

### Карьера в сборной
На международном уровне неоднократно выступал за юниорскую сборную России. На юниорском чемпионате мира 2016 года являлся капитаном сборной команды. На молодежном чемпионате мира 2018 года в составе сборной России занял 5-е место и стал лучшим бомбардиром команды. На молодёжном чемпионате мира 2019 года был назначен капитаном сборной.

## Статистика
| Легенда | Легенда                    | Легенда | Легенда                   | Легенда | Легенда    |
| ------- | -------------------------- | ------- | ------------------------- | ------- | ---------- |
| И       | Количество проведённых игр | Штр     | Штрафное время            | +/−     | Плюс-минус |
| Г       | Голы                       | П       | Голевые передачи          | О       | Очки       |
| -       | Статистика неизвестна      | —       | Статистика не учитывалась |         |            |